# Hellighøje
Hellighøje er en række gravhøje fra oldtiden, der er beliggende i den sydlige del af Aslund Skov i Vendsyssel på et bakkedrag. Højene er op til 46 m.o.h.
Sæbybanen passerede forbi ved Vester Hassing ca. 2 kilometer syd for Hellighøje, hvor der findes et 3. ordens postament.
57°5′24″N 10°8′40″Ø / 57.09000°N 10.14444°Ø